# Gauguin (cráter)
Gauguin es un cráter de impacto de 70 km de diámetro del planeta Mercurio. Debe su nombre al pintor francés Paul Gauguin (1848-1903), y su nombre fue aprobado por la  Unión Astronómica Internacional en 1979.